# Manipulação do clima

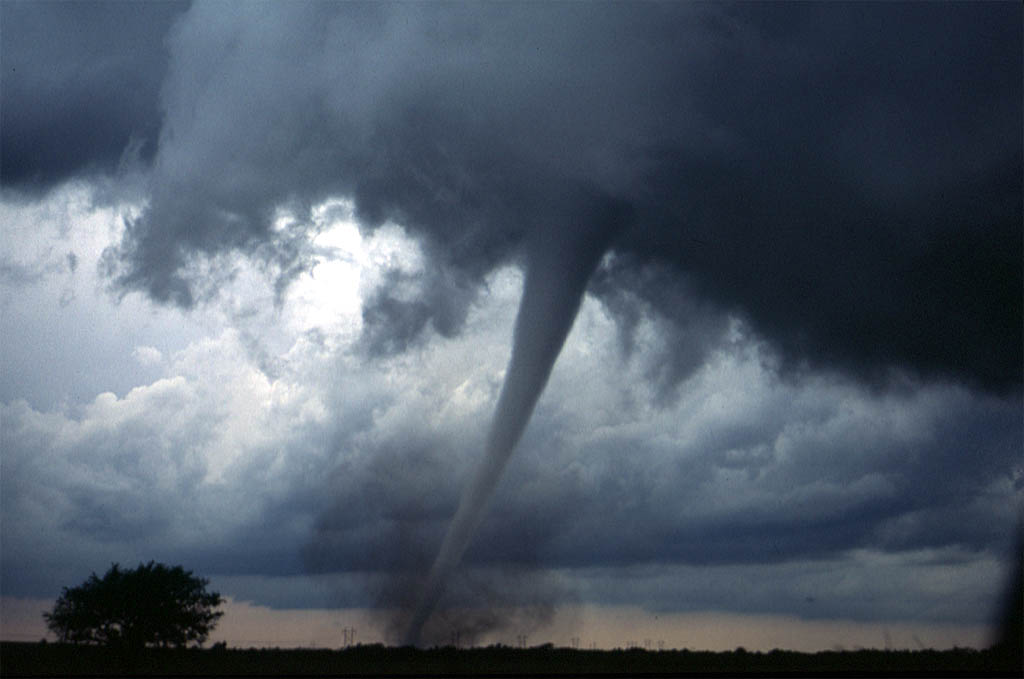
Um tornado em Oklahoma, Estados Unidos. Pesquisadores de manipulação do clima aspiraram eliminar ou controlar fenômenos climáticos perigosos como este.

A manipulação do clima é o ato de intencionalmente manipular ou alterar o clima. A forma mais comum de manipulação do clima é a semeadura de nuvens para aumentar a precipitação de chuva ou neve, normalmente com o propósito de aumentar o abastecimento de água local. A manipulação do clima também pode ter o objetivo de evitar a ocorrência ou enfraquecer fenômenos climáticos de potencial destrutivo, tais como granizo ou furacões; ou provocar catástrofes climáticas contra inimigos ou rivais, como uma arma militar. A manipulação do clima para usos de guerra ou qualquer outro propósito hostil foi proibida pela ONU.